# White Center (Yellow, Pink and Lavender on Rose)
White Center (Yellow, Pink and Lavender on Rose) ist ein Gemälde von Mark Rothko. Das 1950 entstandene Bild wurde 2007 zu einem Rekordpreis von 72,8 Millionen Dollar bei Sotheby’s versteigert. 

## Geschichte
Das Bild hat eine lupenreine Provenienz. Es befand sich seit 47 Jahren im Besitz von David Rockefeller, der es 1960 für ca. 8.500 US-Dollar von Elizabeth Bliss Parkinson erworben hatte, nachdem das Bild in Rothkos erster Ausstellung im New Yorker Museum of Modern Art, die Rothko selbst mitkuratiert hatte, gezeigt worden war. Bliss Parkinson war die Nichte von Lillie P. Bliss, eine der Gründerinnen des MoMA und langjähriges Mitglied des Kuratoriums.
Bis 2007 hing es in Rockefellers Büro in der Chase Manhattan Bank. In der Versteigerung vom 3. Mai, als das Bild neben einem von Francis Bacons' Papstporträts in herausgehobener Position präsentiert wurde, wurde es bei einem Schätzpreis von 40 Millionen Dollar durch einen Telefonbieter für Sheikh Hamad bin Khalifa Al-Thani und seine Frau Sheikha Musa bint Nasser al-Missned für einen Gesamtpreis von 72,8 Millionen Dollar ersteigert.
In dieser Auktion schlug Rothkos Bild den Rekord als teuerster bis dahin gehandelter Rothko und als teuerstes Bild eines Nachkriegskünstlers überhaupt. 